# Masaaki Mori
Masaaki Mori (n. 12 iulie 1961) este un fost fotbalist japonez.

## Statistici
| Japonia | Japonia | Japonia |
| An      | Meciuri | Goluri  |
| ------- | ------- | ------- |
| 1988    | 1       | 0       |
| 1989    | 7       | 0       |
| Total   | 8       | 0       |